# ジョー・リッグス
ジョー・リッグス（Joe Riggs、1982年9月23日 - ）は、アメリカ合衆国の男性総合格闘家。アリゾナ州フェニックス出身。MMAラボ所属。元WEC世界ミドル級王者。
腹部に通称ともなっている「DIESEL」という文字をタトゥーで大きく入れている。他にも右上腕部などにもタトゥーを入れている。

## 来歴
デビューから1年半ほどは、「Rage in the Cage」を主戦場としていた。

### UFC
2005年11月19日、UFC 56でマット・ヒューズと対戦し、チキンウィングアームロックで一本負け。世界ウェルター級タイトルマッチとなるはずであったが、リッグスの体重超過によりノンタイトルマッチとなった。
2006年2月4日、UFC 57のニック・ディアスとの試合では前日計量から舌戦を繰り広げ、判定勝ちを収めた試合後も病院で乱闘騒ぎを起こし、警察沙汰となった。
その後は階級をミドル級に上げ、2006年5月27日のUFC 60でマイク・スウィックと対戦し、フロントチョークで一本負け。
2006年8月17日のUFC Fight Night 6では再びウェルター級に落としてジェイソン・フォン・フルーと対戦し、三角絞めで一本勝ちを収めサブミッション・オブ・ザ・ナイトを受賞するが、続いて参戦したUFC Fight Night: Sanchez vs. Riggsではディエゴ・サンチェスにKO負け。

### Strikeforce
2007年9月29日、初参戦となったStrikeforceでユージーン・ジャクソンと対戦し、KO勝ち。
2008年9月20日、Strikeforceで三崎和雄と対戦し、パウンドでTKO負け。レフェリーのストップが早かった、と抗議した。
2010年1月30日、Strikeforce: Miamiでジェイ・ヒエロンと対戦し、0-3の判定負けを喫した。
2010年8月13日、Strikeforce Challengers 10のメインイベントでルイス・テイラーと対戦し、パウンドによるTKO勝ちを収めた。

## 人物・エピソード
- 本来の利き腕は右であるが、ボクシングジムでのトレーニングによりサウスポーへ転向している[3]。

## 戦績
| 総合格闘技 戦績 | 総合格闘技 戦績 | 総合格闘技 戦績 | 総合格闘技 戦績 | 総合格闘技 戦績 | 総合格闘技 戦績 | 総合格闘技 戦績 |
| --------------- | --------------- | --------------- | --------------- | --------------- | --------------- | --------------- |
| 54 試合         | (T)KO           | 一本            | 判定            | その他          | 引き分け        | 無効試合        |
| 36 勝           | 16              | 15              | 4               | 1               | 0               | 1               |
| 17 敗           | 7               | 7               | 3               | 0               | 0               | 1               |

| 勝敗 | 対戦相手                     | 試合結果                                 | 大会名                                                       | 開催年月日     |
| ×    | クリス・カモージー           | 1R 0:26 TKO（膝蹴り連打）                | UFC Fight Night: Cowboy vs. Cowboy                           | 2016年2月21日  |
| ○    | ロン・スターリングズ         | 2R 2:28 失格（蹴り上げ）                 | UFC 191: Johnson vs. Dodson 2                                | 2015年9月5日   |
| ×    | パトリック・コーテ           | 5分3R終了 判定0-3                        | UFC 186: Johnson vs. Horiguchi                               | 2015年4月25日  |
| ×    | ベン・ソーンダース           | 1R 0:57 TKO（首の負傷）                  | UFC on FOX 13: dos Santos vs. Miocic                         | 2014年12月13日 |
| ○    | マイク・ブロンズーリス       | 5分3R終了 判定3-0                        | Bellator 106 【Fighter Masterウェルター級トーナメント 決勝】 | 2013年11月2日  |
| ×    | ケンドール・グローブ         | 1R 0:59 ギロチンチョーク                 | ProElite 1: Arlovski vs. Lopez                               | 2011年8月27日  |
| ×    | ブライアン・ベイカー         | 2R 3:53 KO（左フック）                   | Bellator 43                                                  | 2011年5月7日   |
| ×    | ジョーダン・メイン           | 2R 4:30 KO（パンチ連打）                 | Wreck MMA: Strong and Proud                                  | 2011年1月28日  |
| ○    | トレント・ソーン             | 1R 3:56 TKO（肘打ち）                    | KOTC: Forty Eight                                            | 2010年11月21日 |
| ○    | ルイス・テイラー             | 3R 2:07 TKO（パウンド）                  | Strikeforce Challengers 10                                   | 2010年8月13日  |
| ×    | ジェイ・ヒエロン             | 5分3R終了 判定0-3                        | Strikeforce: Miami                                           | 2010年1月30日  |
| ○    | フィル・バローニ             | 5分3R終了 判定3-0                        | Strikeforce: Lawler vs. Shields                              | 2009年6月6日   |
| ○    | ルーク・スチュアート         | 2R 2:05 TKO（パウンド）                  | Strikeforce: Destruction                                     | 2008年11月21日 |
| ×    | 三崎和雄                     | 2R 2:29 TKO（右ストレート→パウンド）     | Strikeforce: At The Mansion 2                                | 2008年9月20日  |
| ○    | マット・デンプシー           | 2R 1:47 チョークスリーパー               | Rage in the Cage 112                                         | 2008年7月26日  |
| ×    | コリー・デベラ               | 1R 1:22 ギブアップ（背中負傷）           | Strikeforce: At The Dome                                     | 2008年2月23日  |
| ○    | ユージーン・ジャクソン       | 1R 3:56 KO（パウンド）                   | Strikeforce: Playboy Mansion                                 | 2007年9月29日  |
| ○    | ダン・チェインバーズ         | 1R 三角絞め                              | Hardcore Championship Fighting                               | 2007年7月21日  |
| ×    | ディエゴ・サンチェス         | 1R 1:45 KO（膝蹴り）                     | UFC Fight Night: Sanchez vs. Riggs                           | 2006年12月13日 |
| ○    | ジェイソン・フォン・フルー   | 1R 2:01 三角絞め                         | UFC Fight Night 6                                            | 2006年8月17日  |
| ×    | マイク・スウィック           | 1R 2:19 フロントチョーク                 | UFC 60: Hughes vs. Gracie                                    | 2006年5月27日  |
| ○    | ニック・ディアス             | 5分3R終了 判定3-0                        | UFC 57: Liddell vs. Couture 3                                | 2006年2月4日   |
| ×    | マット・ヒューズ             | 1R 3:28 チキンウィングアームロック       | UFC 56: Full Force                                           | 2005年11月19日 |
| ○    | クリス・ライトル             | 2R 2:00 TKO（ドクターストップ）          | UFC 55: Fury                                                 | 2005年10月7日  |
| ○    | ロブ・キモンズ               | 1R 1:24 TKO（パウンド）                  | WEC 15: Judgment Day 【WEC世界ミドル級王座決定戦】           | 2005年5月19日  |
| ×    | アイヴァン・サラベリー       | 1R 2:42 三角絞め                         | UFC 52: Couture vs. Liddell 2                                | 2005年4月16日  |
| ○    | トーマス・ギル               | 1R 2:05 腕ひしぎ十字固め                 | Rage in the Cage 66                                          | 2004年11月13日 |
| ○    | チロ・ゴンザレス             | 1R 1:50 TKO                              | WEC 12: Halloween Fury 3                                     | 2004年10月21日 |
| ○    | ジョー・ドークセン           | 2R 3:39 ギブアップ（グラウンドの肘打ち） | UFC 49: Unfinished Business                                  | 2004年8月21日  |
| ○    | シェイン・ジョンソン         | 1R TKO                                   | XCF 5: Evolution                                             | 2004年5月28日  |
| ○    | ケンドール・グローブ         | 1R 3:09 KO（肘打ち）                     | Rumble on the Rock 5                                         | 2004年5月7日   |
| ○    | デイブ・ヴィトケイ           | 1R KO                                    | ICC: Trials 2                                                | 2004年4月30日  |
| ○    | ジョン・レンケン             | 1R 0:28 KO                               | Rage in the Cage 60: 'The Saint' Goes Marching In            | 2004年3月20日  |
| ○    | クリス・キーバー             | 1R 0:49 KO                               | IFC: Battleground Tahoe                                      | 2004年1月31日  |
| ×    | アレックス・スティーブリング | 2R 1:54 三角絞め                         | WEC 9: Cold Blooded                                          | 2004年1月16日  |
| ○    | コリー・ティマーマン         | 1R 1:11 腕ひしぎ十字固め                 | Rage in the Cage 57: Tucson Revisited                        | 2003年12月13日 |
| ○    | フランク・アルカーラ         | 1R 0:31 TKO                              | IFC: Rumble on the Rio                                       | 2003年12月6日  |
| －   | アンディ・モンタナ           | 無効試合                                 | Rage in the Cage 53: The Beat Goes On                        | 2003年9月13日  |
| ○    | グレッグ・ワイカン           | 3R 5:00 TKO（タオル投入）                | ECS: Evolution                                               | 2003年7月19日  |
| ○    | ウィル・ハモンド             | 1R TKO                                   | Art of War 2                                                 | 2003年6月21日  |
| ×    | ロドニー・ファベイラス       | 1R KO（膝蹴り）                          | K-1 Holland: Rumble in the Silverdome                        | 2003年4月6日   |
| ×    | トラビス・フルトン           | 1R 0:48 チョーク                         | Rage in the Cage 45: Finally                                 | 2003年3月1日   |
| ○    | ハーブ・ディーン             | 1R 0:52 ギブアップ（打撃）               | Rage in the Cage 43: The Match                               | 2003年1月18日  |
| ×    | ウェズリー・コレイラ         | 2R 2:07 KO（パンチ）                     | Rumble on the Rock 1                                         | 2002年12月28日 |
| ○    | レミュエル・ヴィンセント     | 1R 0:23 TKO                              | Rage in the Cage 42: Road Trip                               | 2002年12月7日  |
| ○    | アラン・サリバン             | 3R 1:57 腕ひしぎ十字固め                 | Rage in the Cage 39: Bring It                                | 2002年10月19日 |
| ○    | ジョー・パード               | 3分3R終了 判定3-0                        | Rage in the Cage 38: Let's Roll                              | 2002年9月7日   |
| ○    | ジェス・モートン             | 1R 3:00 TKO                              | Rage in the Cage 36: The Rematch                             | 2002年6月22日  |
| ○    | アンディ・モンタナ           | 1R 1:24 ギブアップ（打撃）               | Rage in the Cage 35: This Time It's Personal                 | 2002年5月3日   |
| ×    | ホーマー・ムーア             | 3分3R終了 判定0-3                        | Rage in the Cage 34                                          | 2002年3月15日  |
| ○    | ジョーイ・ビギュリア         | 1R 2:00 ギブアップ（打撃）               | Rage in the Cage 33: The Big Show                            | 2002年2月2日   |
| ○    | ジャスティン・リヨン         | 1R 0:33 ギブアップ（打撃）               | Rage in the Cage 31                                          | 2001年11月7日  |
| ○    | ライアン・ロス               | 1R 2:32 ギブアップ（打撃）               | Rage in the Cage 30                                          | 2001年9月26日  |

## 獲得タイトル
- 第2代WEC世界ミドル級王座（2005年）
- Fighter Masterウェルター級トーナメント 優勝（2013年）

## 表彰
- ブラジリアン柔術 茶帯
- UFC サブミッション・オブ・ザ・ナイト（1回）